# Chapelle Notre-Dame de la Rose
La chapelle Notre-Dame de la Rose est une chapelle romane située au cœur de la ville de Montélimar (Drôme), avenue Saint-Martin, dans la périphérie du nouvel ensemble architectural de l’Espace Saint-Martin.

## Historique
Elle fut d’abord la chapelle d’une léproserie: une ouverture dans le mur sud de la nef, visible après des sondages récents, pourrait être l’accès par lequel les malades assistaient à l’office.
Le plus ancien signalement de la chapelle date de 1549, dans un acte notarié quand un habitant de la ville, Alain de Monts, vend des terres situées sous cette chapelle. 
Partiellement détruite à la fin du XVIe siècle et abandonnée, elle fut reconstruite au XVIIe siècle, recevant notamment une nouvelle façade dans le style baroque de l’époque et deux chapelles latérales.
En 1793 à la Révolution, elle fut déclarée bien national et vendue à Jean-André Blanchot, un commerçant montilien qui la céda à une vieille famille de la ville, les La Bruyère en 1796. Elle est restée leur propriété et leur caveau familial pendant deux siècles. Elle a été léguée au diocèse de Valence à la fin du XIXe siècle, et attribuée récemment à la Fraternité sacerdotale Saint-Pierre qui y célèbre la messe tridentine dominicale.
En 2005, une association qui a pour projet de rénover la chapelle par les fidèles, les Amis de la chapelle Notre-Dame de la Rose, est formée. L'association lance alors un projet de restauration complet de l’édifice, avec l’appui de la ville de Montélimar et du diocèse. Une étude a été réalisée par un cabinet d’architectes du patrimoine de Lyon. 
Enfin, une demande d’inscription de la chapelle à l’inventaire des monuments historiques a été présentée à la Direction régionale des Affaires culturelles par l’association des Amis de la chapelle Notre-Dame de la Rose.
À la suite d'un soutien important du prince de Monaco Albert II, avec 20 000 euros de don, une restauration de l'établissement est effectuée de 2014 à 2016. Puis, fut effectuée une restauration entière de l'intérieur. Après les travaux provoquant la fermeture provisoire de la chapelle, la Notre-Dame de la Rose fut à nouveau inaugurée, le dimanche 21 novembre 2021, par l'évêque de Valence Pierre-Yves Michel. L'établissement demeure toujours actif pour le culte.  